# Houari Ferhani
Houari Ferhani (Koléa, 11 de fevereiro de 1993) é um futebolista profissional argelino que atua como defensor, atualmente defende o JS Kabylie.

## Carreira

### Rio 2016
Miloud Rebiaï fez parte do elenco da Seleção Argelina de Futebol nas Olimpíadas de 2016.